# Coupe des nations du Pacifique 2007
Navigation
Édition précédente Édition suivante
La Coupe des nations du Pacifique 2007 (en anglais : Pacific Nations Cup 2007) est la deuxième édition de la compétition. L'équipe d'Australie A y participe pour la première fois: en 2006, priorité était donnée au championnat domestique.
Les six équipes se rencontrent chacune une fois, soit quinze matchs joués à domicile et en déplacement. Les points sont accordés selon l'usage sudiste du Rugby Championship (tournoi des quatre nations de l'hémisphère sud): quatre points pour une victoire, deux pour un match nul, aucun pour une défaite, un point de bonus offensif pour chaque équipe qui inscrit au moins quatre essais et/ou un point de bonus défensif pour une défaite d'au plus sept points. Remarque: à la différence des championnats domestiques français, il est possible de perdre un match et d'obtenir les deux bonus, indifféremment de l'obtention du bonus offensif par l'adversaire: en France, celui-ci ne s'obtient qu'en marquant trois essais de plus que les autres.
Les Junior All Blacks conservent leur titre.

## Classement du tournoi 2007
| Pos | Équipe            | J | G | N | P | PP  | PC  | +/-  | EP | Bonus | Pts |
| --- | ----------------- | - | - | - | - | --- | --- | ---- | -- | ----- | --- |
| 1   | Junior All Blacks | 5 | 5 | 0 | 0 | 228 | 34  | +194 | 34 | 5     | 25  |
| 2   | Australie A       | 5 | 3 | 1 | 1 | 172 | 104 | +68  | 22 | 2     | 16  |
| 3   | Samoa             | 4 | 3 | 0 | 2 | 96  | 67  | +29  | 12 | 1     | 13  |
| 4   | Fidji             | 4 | 1 | 1 | 3 | 70  | 115 | -45  | 9  | 3     | 9   |
| 5   | Tonga             | 5 | 1 | 0 | 4 | 69  | 184 | -115 | 10 | 1     | 5   |
| 6   | Japon             | 6 | 1 | 0 | 4 | 51  | 182 | -131 | 5  | 0     | 4   | Légende
Pos position, J matchs joués, G gagnés, N nuls, P perdus, PP points pour, PC points contre, +/- différence de points,
EP essais marqués, B bonus obtenus, Pts points obtenus